# Queanbeyan
Queanbeyan je australské město. Leží na jihovýchodě státu Nový Jižní Wales na řece Queanbeyan, přítoku Molongla. Žije zde asi 36 tisíc obyvatel. Název pochází z austrálského Quinbean, jež značí čisté vody.
Vzhledem k tomu, že se Queanbeyan nachází jen 15 km na východ od Canberry, mnoho zdejších obyvatel do ní dojíždí za prací.

## Historie
Queanbeyan byl prohlášen městysem roku 1838, kdy zde žilo asi 50 obyvatel. Železnice sem dorazila v září 1887 od Bungendoru a pokračovala ještě týž rok na Michelago; v roce 1913 pak byla zahájena výstavba odbočné trati na Canberru. K 7. červenci 1972 se Queanbeyan stal městem.